# Seznam krajev Unescove svetovne dediščine v Afganistanu
Svetovna dediščina Organizacije Združenih narodov za izobraževanje, znanost in kulturo (UNESCO) je pomembna za kulturno ali naravno dediščino, kot je opisano v Unescovi konvenciji o svetovni dediščini, ustanovljeni leta 1972. Kulturno dediščino sestavljajo spomeniki (kot so arhitekturna dela, monumentalne skulpture ali napisi), skupine stavb in najdišča (vključno z arheološkimi najdišči). Naravne značilnosti (ki jih sestavljajo fizične in biološke formacije), geološke in fiziografske formacije (vključno s habitati ogroženih vrst živali in rastlin) ter naravna območja, ki so pomembna z vidika znanosti, ohranjanja ali naravne lepote, so opredeljena kot naravna dediščina. Afganistan je sprejel konvencijo 20. marca 1979, s čimer so bila njegova območja upravičena do vključitve na seznam.
Od leta 2022 sta v Afganistanu dve območji svetovne dediščine in še štiri na poskusnem seznamu. Prvo mesto na seznamu je bil Minaret in arheološki ostanki Džam leta 2002. Drugo mesto je bilo Kulturna krajina in arheološki ostanki Bamijanske doline leta 2003. Obe lokaciji sta kulturni in sta bili uvrščeni na seznam ogrožene svetovne dediščine takoj ob vpisu.

## Kraji svetovne dediščine
Unesco navaja območja po desetih merilih; vsaka prijava mora izpolnjevati vsaj enega od kriterijev. Kriteriji od i do vi so kulturni, od vii do x pa naravni.
| Kraj                                                      | Slika | Lokacija         | Leto uvrstitve na seznam | Unescova referenca in kriteriji       | Opis |
| --------------------------------------------------------- | ----- | ---------------- | ------------------------ | ------------------------------------- | --- |
| Minaret in arheološki ostanki Džam†                       |       | provinca Ghor    | 2002                     | 211rev; ii, iii, iv (kulturno)        | Minaret je bil dokončan leta 1194 pod sultanom Ghijath al-Din Muhamedom iz dinastije Guridov. Stoji na odmaknjenem območju v globoki rečni dolini. Verjetno je to edina stavba, ki je ostala od guridske poletne prestolnice Firozkoh. Visok je 65 m in je sestavljen iz štirih valjev. Pokrivajo ga geometrijski motivi in kufski napis v turkiznih ploščicah. Arhitektura minareta je bila vplivna v regiji, vključno z navdihom za Qutub Minar v Delhiju v Indiji. Na tem območju so našli ostanke guridskih naselbin iz 12. in 13. stoletja. Območje je bilo uvrščeno na seznam ogroženih takoj po vpisu leta 2002.                                      |
| Kulturna krajina in arheološki ostanki Bamijanske doline† |       | provinca Bamijan | 2003                     | 208rev; i, ii, iii, iv, vi (kulturno) | Bamijanska dolina, ki leži na eni od vej svilne poti, je bila med 1. in 13. stoletjem cvetoče budistično središče in pomembno romarsko mesto. Na tem območju je več budističnih spomenikov, vključno s kipi in izklesanimi jamami. Izmenjava indijskih, helenističnih, rimskih in sasanidskih vplivov je povzročila poseben umetniški izraz, umetnost Gandara. Kasneje, v islamskem obdobju, je bilo zgrajenih več utrdb, budistična kultura pa je nazadovala. Talibani so leta 2001 uničili dva ogromna stoječa kipa Bude (na sliki je večji), kar je povzročilo mednarodno obsodbo. Območje je bilo uvrščeno na seznam ogroženih takoj po vpisu leta 2003. |

## Poskusni seznam
Poleg območij, vpisanih na Seznam svetovne dediščine, lahko države članice vodijo seznam začasnih območij, ki jih lahko upoštevajo pri nominaciji. Nominacije za seznam svetovne dediščine so sprejete samo, če je bilo območje predhodno uvrščeno na poskusni seznam. Od 2022, Afghanistan lists four properties on its tentative list.
| Kraj                          | Slika                                                                           | Lokacija         | Leto uvrstitve na seznam | Unescova referenca in kriteriji | Opis |
| ----------------------------- | ------------------------------------------------------------------------------- | ---------------- | ------------------------ | ------------------------------- | --- |
| Mesto Herat                   | A decorated mosque with a park in front                                         | provinca Herat   | 2004                     | i, ii, iii, iv (kulturno)       | Mesto Herat, glavno mesto zahodnega Afganistana, je bilo ustanovljeno okoli leta 500 pred našim štetjem in je bilo pomembno kulturno in trgovsko središče. V 12. in 13. stoletju je cvetelo pod dinastijo Guridov, uničili so ga Mongoli, v 14. in 15. stoletju pa je doživelo preporod pod Timuridskim cesarstvom. Ohranja se več spomenikov iz teh obdobij, vključno kompleks Musalla in mavzolej Gavhar Šad, Velika mošeja (na sliki) in Svetišče Khvaja Abd Alaha.       |
| Mesto Balh (antična Baktrija) | A decorated mosque, parts are damaged                                           | provinca Balh    | 2004                     | ii, iv, v (kulturno)            | Balh je bil pomembno in bogato mesto starodavne regije Baktrije. Bilo je kulturno in versko središče zaratustrstva in budizma, z več samostani in stupami, o katerih poročajo v 7. stoletju. V 10. stoletju je bilo središče učenja s citadelo, obdano z zemeljskimi zidovi. Uničil ga je Džingiskan leta 1220 in ponovno v 14. stoletju Timur Lenk. Danes je ostalo nekaj stavb iz obdobja Timuridov (na sliki Zelena mošeja), pa tudi ruševine iz prejšnjih obdobij.       |
| Narodni park Band-e Amir      | A mountain lake                                                                 | provinca Bamijan | 2004                     | vii, viii, ix, x (naravno)      | Narodni park Band-e-Amir je serija gorskih jezer, ki so nastala z naravnimi jezovi. Vode so čisto modre in narava je nemotena. Območje je zaščiteno kot narodni park in priljubljeno med turisti. |
| Bagh-e Babur                  | A Persianate garden with trees, water channel, and a mountain in the background | provinca Kabul   | 2009                     | iv (kulturno)                   | Baburjevi vrtovi so na pobočjih nad Kabulom, so zgodnji primer mogulskega vrta. Vrtovi so bili zgrajeni v začetku 16. stoletja pod prvim mogulskim cesarjem Baburjem, ki je tu tudi pokopan. Po zatonu Mogulov so vrtovi propadali do poznega 19. stoletja. Po letu 1880 so bili obnovljeni pod emirjem Abdur Rahman Kanom. V zgodnjem 20. stoletju pod kraljem Nadir Šahom se je zgodila še ena prenova, vrtovi so bili nato spremenjeni v javni park po evropskih načrtih. |